# Максин, Сергей Валерьевич
Сергей Валерьевич Максин (род. 31 декабря 1967, Верхняя Тура, Свердловская область) — российский менеджер, бывший генеральный директор холдинга «Швабе» Госкорпорации Ростех (2009—2015), а также входящего в холдинг акционерного общества «Производственное объединение „Уральский оптико-механический завод имени Э. С. Яламова“» (АО «ПО „УОМЗ“»).

## Биография
- В 1988 году окончил Свердловский электротехникум связи по специальности «автоматическая и электрическая связь».
- В 1988—1990 годах — проходил службу в Советской Армии.
- В 1990 году — поступил на работу в Уральский оптико-механический завод комплектовщиком 4 разряда.
- 1990—1992 годы — ведущий товаровед Уральского оптико-механического завода.
- 1992—1993 годы — начальник бюро коммерческого отдела Уральского оптико-механического завода.
- 1993—1994 годы — заместитель начальника финансового отдела Уральского оптико-механического завода.
- 1995—1998 годы — директор по финансам, сбыту и сервисному обслуживанию Уральского оптико-механического завода.
- 1998—2001 годы — заместитель генерального директора по финансам и сбыту — начальник Управления по финансам и сбыту Уральского оптико-механического завода.
- В 2001 году без отрыва от работы окончил Уральский государственный технический университет по специальности «Менеджмент», квалификация — инженер-экономист.
- 2001—2005 годы — первый заместитель генерального директора — начальник Управления по экономике и финансам Уральского оптико-механического завода.
- С 2005 года — генеральный директор ФГУП «Производственное объединение „Уральский оптико-механический завод“».
- С 2009 года — 2015 года генеральный директор научно-производственного холдинга «Оптические системы и технологии» (с ноября 2012 года — холдинг «Швабе»).
- В марте 2010 года — избран председателем Свердловского регионального отделения Союза машиностроителей России и возглавил Союз предприятий оборонных отраслей промышленности Свердловской области[1].
- В 2013 году стал кандидатом экономических наук (тема диссертации: "Формирование системы управления инновационной деятельностью высокотехнологичного предприятия (на примере ОАО «ПО „УОМЗ“)» по специальности 08.00.05 — Экономика и управление народным хозяйством (специализация: управление инновациями))[2].
- 6 октября 2015 г. был снят со всех занимаемых им постов. Отставка Максина связана с уголовными делами в отношении 2 его заместителей А. К. Стасюка и Н. С. Раковича[3].
- В настоящее время (данные на январь 2017 года) работает советником председателя правления ООО "Управляющая компания «Роснано»[4].

## Деятельность на посту генерального директора холдинга «Швабе»
Холдинг «Оптические системы и технологии» был создан в рамках корпорации «Ростехнологии» в 2008 году. В его задачи входили разработка и производство оптико-электронных систем различного назначения, наукоемкой медицинской техники, повышение конкурентоспособности российской оптико-электронной отрасли на мировом рынке.
В конце 2012 года Холдинг был переименован в «Швабе».

## Деятельность на Уральском оптико-механическом заводе
В 2011 году Дмитрий Медведев, занимавший пост Президента Российской Федерации, подписал благодарственное письмо в адрес коллектива завода, отметив «большой вклад предприятия в развитие оптического приборостроения и достигнутые трудовые успехи».
В этом же году С. В. Максину была присуждена национальная премия «Золотая идея» в номинации «За личный вклад, инициативу и усердие в решении задач ВТС».